# Залавье (Псковская область)
Залавье — деревня в Печорском районе Псковской области России. Входит в состав сельского поселения «Новоизборская волость».
Расположена в 6 км к югу от волостного центра, деревни Новый Изборск и в 1 км к востоку от деревень Малые Мильцы и Большие Мильцы. Южнее проходит автодорога Псков — Изборск — Шумилкино (А212 или E 77).

## Население
Численность населения деревни на конец 2000 года составляла 12 жителей.
| 2001 | 2002 | 2010 |
| ---- | ---- | ---- |
| 12   | ↗13  | ↘8   |